# Mường Khoa, Bắc Yên
Mường Khoa là một xã thuộc huyện Bắc Yên, tỉnh Sơn La, Việt Nam.
Xã có diện tích 60,97 km², dân số năm 2008 là 4.162 người, mật độ dân số đạt 68 người/km².